# Marco Antonio Trefogli
Marco Antonio Trefogli (Torricella-Taverne, 24 luglio 1782 – Torricella-Taverne, 10 settembre 1854) è stato un pittore e stuccatore svizzero-italiano.
Figlio di Paolo Antonio Abbondio Trefogli e Angela Maria Lepori, si trasferì a Torino in giovane età per imparare il mestiere di pittore decoratore; lavorò alle dipendenze di Pelagio Palagi nel cantiere di Palazzo Reale e nelle residenze di Racconigi, Stupinigi e nel castello di Pollenzo. Successivamente lavorò anche alle decorazioni della Biblioteca Reale e del Teatro Regio, sempre a Torino. Nel 1818 sposò Luigia Albertolli da cui ebbe 11 figli, tra cui l'architetto e ingegnere Michele Trefogli, il pittore Bernardo Trefogli, l'architetto e ingegnere Paolo Trefogli e il commerciante Camillo Trefogli.